# Метафилософия
Метафилосо́фия (происходит от греческих слов: μετά — «после», «за пределами» и φιλοσοφία — «философия», «любовь к мудрости») — теория, исследующая функцию и предназначение философии, философия философии.
Одной из существующих концепций функции философии является тезис о возложении на неё задачи культурологической рефлексии. С подобной точки зрения даже онтологическое моделирование следует представлять внутрикультурной функцией. Обоснование подобной точке зрения представил М. Б. Туровский. 
Задача метафилософии, по Т. И. Ойзерману, состоит в том, «чтобы открывать в философских учениях заключенные в них имплицитным образом выдающиеся идеи, гениальные прозрения, предвосхищения будущего знания, которые, однако, не были высказаны эксплицитно самими создателями философских систем».

## Основные трактовки философии

### Теизм
В религиозном понимании философия оказывается практикой связи с абсолютом, часто мистической, отчего невыразимой и близкой к мифу в попытках это невыразимое передать, в рационалистических религиозных учениях философия служит путем к богу через научное познание его творения благодаря  данному богом разума. Примером мистического философствования может служить веданта и неоплатонизм, а рационально-теистического — схоластика и немецкий идеализм

### Релятивизм
Оказываясь в подобной трактовке одной из множества форм равноправного и случайного знания, философия выделяется в подобных учениях лишь как самая гордая и провокативная в своих притязаниях форма, отчего часто сводится к властным или эстетическим эффектам философствования. Идеи софистов и Ницше, а также  эпистемологический анархизм и постмодернизм — примеры подобных подходов.

### Сциентизм
Философия наравне с мифологией, религией, обыденным знанием в глазах позитивистов, реалистов, вульгарных материалистов оказывается лишь преднаукой, которая может быть полезна до тех пор, пока научное развитие или просвещение не прольют свет точных расчетов на область прежних философских спекуляций.

### Особая форма познания
В марксизме, феноменологии и рационализме философия оказывается особым методом познания мира, открывающим недоступные науке или вере онтологические области мира, будь то с помощью диалектической логики или феноменологической редукции.